# Arnhild Skre
Arnhild Johanna Skre (19 de maio de 1952) é uma editora de jornal, historiadora da imprensa e biógrafa norueguesa.

## Biografia
Arnhild Johanna Skre nasceu em Bergen. Ela terminou o ensino médio em 1971 e a Academia Nansen em 1972. Em 1977 ela se formou na Universidade de Oslo com licenciatura em antropologia social, etnologia e história. Em 1978 ela estudou na Universidade da Islândia. Em 2003 concluiu a graduação em história.
Ela trabalhou na NRK Hordaland de 1979 a 1983 e foi freelancer para NRK, Dag og Tid e Jeg até 1986. Ela foi então contratada permanentemente no semanário Dag og Tid, e foi sua editora-chefe de 1990 a 1994. De 1995 a 1999 liderou a cobertura de recursos culturais do Aftenposten.
Ela presidiu a Norsk Pressehistorisk Forening de 2003 a 2010 e editou a revista Pressehistorisk tidsskrift de 2010 a 2014. Ela lançou uma biografia sobre Ragnhild Jølsen em 2008 e Hulda Garborg em 2011. Este último ganhou o Prêmio Brage. Ela também contribuiu para História da imprensa norueguesa de 2010.

Ela reside em Ytre Enebakk e é casada com Nils Butenschøn.